# Сикамор (Охајо)
Сикамор (енгл. Sycamore) град је у америчкој савезној држави Охајо.

## Демографија
По попису из 2010. године број становника је 861, што је 53 (-5,8%) становника мање него 2000. године.
| Група             | 2000.       | 2010.       |
| Белци             | 908 (99,3%) | 842 (97,8%) |
| Афроамериканци    | 0 (0,0%)    | 1 (0,1%)    |
| Азијати           | 0 (0,0%)    | 2 (0,2%)    |
| Хиспаноамериканци | 3 (0,3%)    | 13 (1,5%)   |
| Укупно            | 914         | 861         |